# 70年代風ロボットアニメ ゲッP-X
『70年代風ロボットアニメ ゲッP-X』（ななじゅうねんだいふうロボットアニメ ゲッピーエックス）は、アローマが1999年5月27日に発売した、PlayStation用シューティングゲーム。

## 概要
魔王デービンの率いる宇宙ビースト軍団の侵略の魔の手から地球を守るために、3種の形態へと変形する巨大ロボット「ゲッP-X」を操り戦う、横スクロールシューティングゲーム。ステージ毎に「オープニングアニメ→ゲームAパート→アイキャッチ→CM→ゲームBパート→エンディング→次回予告」というロボットアニメ風の流れを確立させている。
元々『ゲッPロボ』のタイトルで開発され、ほとんど完成した状態であったが、新作ゲーム展示イベントでは「発売中止の告知」として出展されていた（原作者である八的暁がダイナミックプロより、ゲーム内の『ゲッターロボ』パロディについてデザインの一部修正を求められ「それさえ行えばそのままのタイトルで発売しても良い」との回答を貰っていたが、それとは別に開発上で問題が発生し、一旦ゲームの発売中止を決めた為）。
その後、改めて『ゲッP-X』を企画・開発をする際、今度は始めにダイナミックプロへと再び伺いを立てている。また、青島文化教材社が正式に協力しており、「合体巨艦ヤマト」などの各種模型が登場する。アトランジャーはプレイヤーキャラクターとして操作が可能。

## ストーリー
1970年代（劇中では197X年と表記）の地球に、突如として宇宙悪魔帝国の魔王デービン率いる宇宙ビースト軍団による侵略が始まった。この侵略を予期していた宇宙ロボット研究所の呉石博士は、密かに建造していたスーパーロボット「ゲッP-X」のパイロットを招集した。熱血漢のケイ（百舌鳥恵一）・クールなジン（放出仁）・力自慢のリキ（天王寺力）の三人は、地球と人々を守るためにゲッP-Xで発進する。

## ゲームシステム

### シューティングパート
本作は全8話（＝8ステージ）で構成される。左から右への強制横スクロールでステージは進行し、雑魚キャラクターを倒しながら一定距離を進むとボスとの対決となる。1ステージは前半パートと後半パートに分かれており、その双方にボスが配置されているので、合計2体のボスと戦うことになる。
ライフ・残機併用制システムを採用しており、敵の攻撃によって自機の装甲値（ARMOR）が減少する。装甲値がゼロになると自機の数（LIFE）が1減少、自機の数がマイナスになるとゲームオーバーとなり、コンティニューを行うか否かの選択となる。他の多くのゲームと同様、コンティニューするとスコアは0になる。
自機は状況に応じて性質の異なる機体へと変形することが出来る（ライフやパワーアップは共有している）。回数に制限は無い。分離から再合体するまでの変形中はダメージを受けないが、合体後に硬直が発生する。
攻撃は3形態ごとに基本攻撃2種類、溜め撃ち2種類の計12種類。さらに攻撃を当てるかダメージを受けるごとにエネルギーが溜まり、満タンで超必殺技（いわゆるボンバー）が出せる。
ボスを特定の形態で破壊すると絶対フィニッシュシステムが発動し、毎回違うフィニッシュ技でボスを破壊する専用ムービーが流れる。発動しなかった場合は、各形態ごとに用意された汎用フィニッシュのムービーが流れるが、これは破壊直前のボスの1枚絵以外は毎回同じいわゆるバンクシーンである。特定の形態のヒントはゲーム中には存在しない。また、ストーリーの関係上、4話Bパートと最終話Bパートには存在しない。

### ストーリー分岐
第4話Bパートのボスを倒した際、自機の形態によってその後のストーリーが3つに分岐する。それぞれのストーリーはディスク1に1 - 4話、ディスク2に5 - 6話、ディスク3に7話、ディスク4に8話の構成で収録されている。

### エクストラモード
ゲーム中に特定の条件を満たすと、特殊なモードが追加される。劇場版以外のエクストラモードのステージ構成は、「本編」とほぼ同一である。
BEAST LIBRARYギャラリーモード。倒した敵キャラクターの画像のみならず、一度見たものならゲストでも味方のキャラクターでもムービーでも収録される。ただし、フィニッシュムービーの声は初期キャラクター（男性）のみとなる。
劇場版復活したボスと戦う（ボスのみと戦う）モード。総集編ムービーと、「4:3映像の上下を切ってシネスコに収め、それを4:3で放映したために縦横比が狂った」という設定のノンクレジットオープニングが付属している。
合体ロボット アトランジャーアオシマのアトランジャーが主人公になるモード。アトランジャーは移動速度こそ遅いものの、攻撃力と装甲が非常に高い。
このモードではゲッPチームは1話の時点でいきなりスカウトされたわけではなく、宇宙悪魔帝国襲来前にスカウトされたあと、血の滲む様な訓練をしていたようだが、肝心のゲッP-Xが完成しなかったため、アトランジャーが代わりに戦うと設定されている。
THE STAR GEPPYS「もしもゲッP-Xがアメリカで製作されていたら」という設定のモード。過剰にアメリカナイズされた演技・設定、勘違いした日本観の模倣、デモシーンの短さなどが混ざり合って生まれた。
荒野のワイルドジョンアメリカから来た味方・ワイルドジョンを操作するモード。拳銃主体のマニアックな性能のため難易度は高い。また、アニメーションパートが存在しない。
B級ロボット大作戦 R-64地球防衛隊のポンコツロボット・64式を操作するモード。後半では強力な新鋭機の74式に乗り換える。
マシンのエンジェル クィーンフェアリーアイテムを運んでくるロボット・クィーンフェアリーを操作するモード。戦闘用でないため攻撃力が低い。ワイルドジョンと同じく、アニメーションパートは存在しない。

## メカニック

### ゲッP-X（ゲッピーエックス）
宇宙ロボット研究所によって建造されたスーパーロボット。超合金スーパーブーステッドアーマーXとゲッP物理学理論の高エネルギーにより、非常識な変形機構と強力な武装を持つ。3機のメカ、ファルコン号（戦闘機）・シャーク号（万能潜水艇）・パンサー号（ドリル戦車）が合体することでロボット形態となり、合体の組み合わせで三種の異なる性質を引き出すことができる。
「ゲッPエックス」「ゲッPX」「ゲッP-X」など、作中での表記は安定しない。原作者八的暁のサイト、プロダクションエイトに掲載されている企画段階のイラストでは、仮タイトルと名称は『ゲッPロボ』となっていた。
エックス1号
恵一の乗るファルコン号を頭部にして合体した姿。身長20メートル、体重40.5トン、飛行速度はマッハ2.5で、射撃格闘のバランスがよく空中戦を得意とする。
ゲーム中でも使える主翼を使ったエックスブレード以外にも、OPにのみ登場する剣も存在し、二種類の剣を持っている。また、一枚絵や一部のデモシーンでは斧（鎌とも）のような武器を持っている。
超必殺技は画面を覆い尽くす大きさの炎の鳥を飛ばす「エックスフレア」。汎用フィニッシュは自身が炎の鳥となって体当たりをする「シャイニングバード」。劇中では「シャイニングバードクラッシュ」と叫んでいる。
エックス2号
仁の乗るシャーク号を頭部にして合体した姿。身長23メートル、体重37トン、飛行速度はマッハ2で、射撃戦と水中戦を得意とする。また、三つのゲッP-Xの合体形態の中では最速のスピードを持つ。
ゲッターロボのゲッター2と同じくスピードを重視した形態だが、水中戦を得意とする点が違う。射撃戦だけでなく、自ら回転しながら敵を貫く必殺技も持つ。
超必殺技は無数の電撃の矢を浴びせながら、自らも光をまとって突撃する「エックスサンダー」。汎用フィニッシュは胸に内蔵された「エックスミサイル」。
エックス3号
力の乗るパンサー号を頭部にして合体した姿。身長18メートル、体重45トン、飛行速度はマッハ1で、格闘戦と陸戦を得意とする。
腕はパンサー号のドリルが変形したものであり、次回予告のアニメーション内で腕をドリルに戻して地中に潜っている。
アイキャッチでは、トゲ付き鉄球とそれを野球のように打つための巨大バットを装備している。
超必殺技は、巨大な氷を落下させる「六甲山落とし」。絶対フィニッシュに背中のロケットから竜巻を発射して、敵機を吹き飛ばす「六甲山おろし」という技も存在する。汎用フィニッシュは腕を大砲に変形させて撃つ「特大エックスキャノン」。
なお、この他にもアイキャッチやOP、ムービーにのみ登場する武器や設定のみ存在する武器が多く存在する。

### ゲッP-XX（ゲッピーダブルエックス）
破壊されてしまったゲッP-Xに代わって出撃する、試作型ゲッP-X。パワー不足の機体で苦戦する主人公たちに、呉石博士は秘密のコマンド「フェニックス・チェンジ・ダブルエックス」を伝える。それは試作型ゲッP-Xを真の姿へと変身させるものだった。
最新の武装を搭載して生まれ変わったゲッP-XXは、ゲッPエンジンの出力もゲッP-Xと比較して10倍以上となった。
XXファイヤー号
恵一または今日子の乗る戦闘機・フェニックス号を頭部として合体した姿。身長24メートル、体重45トン、飛行速度はマッハ5。
ゲッP-X同様にデモシーンでのみ登場する実剣「ファイヤー剣」と、ゲーム中に使えるエネルギー剣「ファイヤーソード」と二種類の剣を持っている。また、ゲッP-X1同様に、斧（鎌とも）のような武器を持っている。
超必殺技は「ファイヤーバード」。ただし見た目は炎の龍。汎用フィニッシュは光輝くエネルギーを纏った機体で体当たりをする「ゴッドシャイニングクラッシュ」。
XXサンダー号
仁または鈴鹿の乗るトライトン号を頭部として合体した姿。身長26メートル、体重41トン、飛行速度はマッハ7.5で、安定性の向上と格闘戦性能の補強が行われている。なお、OPと最終回のアニメデモで両手のクローを回転させる事でドリルのようにも使っている。また、クローを通常の五本指の手に換装することもできる。
超必殺技は全方向に雷を飛ばす「ライトニングボム」。溜め攻撃に「サンダーボンバー」と言うものも存在する。汎用フィニッシュは無数の光の槍を撃ち出す「サンダーイリュージョンスピアー」。
XXトルネード号
力または宏美の乗るストーム号を頭部として合体した姿。身長23メートル、体重55トン、飛行速度はマッハ2で、格闘性能の向上と運動性能の補強が行われている。
超必殺技は「超六甲山落とし」だが、初代と違い見た目は「六甲山おろし」の様に竜巻を飛ばす。汎用フィニッシュは「ものすごい通天閣パンチ」。宏美の場合は「ラブリーエンジェルパンチ」（名前が違うだけ）。
ゲッP-X同様に設定のみやアイキャッチ、OP、ムービーでのみ登場する武器も存在する。
また、アローマが発売できなかった続編『ゲッP-XX 対 合体ロボットアトランジャー』ではさらに強力な「ゲッPゼロ」が登場する予定だったとされている。

### その他のロボット
クィーンフェアリー
呉石博士の孫・澪の乗る女性型ロボット。回復やパワーアップなどのアイテムを運んできてくれるボーナスキャラクター。
原作者八的暁のサイト、プロダクションエイトに掲載されている、企画段階のイラストでは『ゲッターロボ』のゲッターQ（クィーン）のパロディキャラ「ゲッP-Q（クィーン）」と紹介されていた。
超必殺技は宇宙ロボット研究所が飛来し、援護するというもの。
ワイルドジョン声：谷山紀章
アメリカから来た味方ロボット。カウボーイのような風体をしており、拳銃型の武器を使って戦闘する。本編での活躍は少ない。
超必殺技は馬型のサポートメカの援護を受ける「ジェーンカムバック」。
アトランジャー声：山本尚弘
以前から戦い続けている頼りになる味方。母艦のタイガーシャークも登場。本来の設定では4人乗りの合体ロボットだが、当作品ではパイロットの描写が無く声もエフェクトの掛かった声1人である。分離形態も最終話の最後と、アトランジャーが主役時のサブタイトルにしか描かれていない。
超必殺技は画面全体を覆いつくすほどの極太ビーム「アトランファイアー」。
原作者八的暁のサイト、プロダクションエイトに掲載されている、企画段階のイラストでは、アトランジャーの代わりにZ（ゼット）という名前の『マジンガーZ』のパロディキャラクターが紹介されていた。
64式ロボ（ろくよんしきロボ）
地球防衛隊が生み出したロボット。64パンチや64ビームを駆使して戦うが、ビーストにこれといったダメージは与えられない。初登場した第1話では、特攻まで仕掛けたもののビーストには傷一つ与えられなかったほど弱い。改良型や水中型などのバリエーションも存在。
超必殺技は近隣の駐屯地からの支援砲撃。
エクストラモードの「B級ロボット大作戦 R-64」では飛行できるが、本編中では地球防衛隊のヘリコプター数機で空輸されている。ギャラリーモードのロボット図鑑によると、居住性を犠牲にしていると設定されており、そのコクピットの狭さは「B級ロボット大作戦 R-64」で描写されている。また、「B級ロボット大作戦 R-64」での本機と74式ロボの発進シークエンスは『ウルトラセブン』のウルトラホーク1号の発進シーンのパロディとなっている。
74式ロボ（ななよんしきロボ）
ゲッP-Xの残骸を元に開発されたといわれる地球防衛隊の新型ロボット。
頭部形状はゲッP-Xの残骸を元に作っただけに、ゲッP-X1号に似ている。変形機能を有しており、74ウィングという名称のロケットに変形できる。64式ロボと同じく居住性を犠牲にしており、コクピットは64式ロボと同じく、2人乗って精一杯の広さである。
超必殺技は上空を巡回する爆撃機による援護爆撃。ストーリー後半の舞台は宇宙だが、問題なく使用できる。

## キャラクター

### 宇宙ロボット研究所
括弧内は愛称/読み仮名。
登場人物の名前は大阪府の地名(駅名)に由来している。
百舌鳥恵一（ケイ/もず けいいち）声：神谷明
17歳。赤を基調色とする熱血漢。チームの中ではリーダー的存在を担っているが、澪を一目見たときに「マブいスケ（かわいい女の子）だぜ～」と口走ったりなど、お調子者の三枚目という側面も持ち合わせている。説明書のキャラクター紹介によると胸に七つの傷があるとされている。また、ロミルートでは風呂で石鹸を踏んで転んだ拍子に記憶喪失となったこともある。下記の「楽しいテレビ王」のギャラリーに掲載されている普段着姿のイラストによれば、普段着は自分の名前のイニシャルであるKのマークの入った、黄色の半袖シャツらしい。
放出仁（ジン/はなて ひとし）声：速水奨
17歳。青を基調色とするクールな二枚目。女性に手を出すのが早い。第4話Aパートで下記の呉石澪とのデートで白いタキシードを着ていた。第1話の次回予告シーンでは敵の作戦によるオイルショックで紙不足となり、古新聞を再利用したトイレットペーパーを見つめる後姿に哀愁が漂う。説明書によると、中古車とゴーゴー喫茶をこよなく愛する。
なお、後述の千里鈴鹿が登場するルートがオフィシャルとされているため、公式的な初期チームの戦死者は彼になる。また、アローマが発売できなかった続編『ゲッP-XX 対 合体ロボットアトランジャー』ではサイボーグとなり、「ゲッPゼロ」なるロボットに乗って復活する予定だったとされている。
天王寺力（リキ/てんのうじ りき）声：たてかべ和也
17歳。黄色を基調色とする力自慢の食いしん坊で、パイロットスーツの上から柔道着を着ている。恵一の弟分で、彼を「ケイ兄ィ」と呼んでいる。カレーとリサイタルを好む関西人。
高槻今日子（キョウ/たかつき きょうこ）声：岩井由希子
17歳。勝ち気で男勝りな性格をしており、ゲッP-Xチームの補充パイロットとしての訓練を受けてきた。第5話より戦死した恵一に代わって補充パイロットとして登場する。
キョウが登場するルートはジンと夕子をメインにストーリーが続くため、後記のスズやロミに比べ、影が薄い。
原作者八的暁のサイト、プロダクションエイトに掲載されている、企画段階のイラストでは補充パイロット3人は2Pキャラとされていた。また、アローマが発売できなかった続編『ゲッP-XX 対 合体ロボットアトランジャー』ではサイボーグとなって復活したジンが持ってきた、ゲッPゼロにケイとリキが乗り換えた後に余ったゲッP-XXをキョウ、スズ、ロミの3人が操縦する予定だったとされている。
千里鈴鹿（スズ/せんり すずか）声：山川亜弥
17歳。落ち着いた雰囲気の頭脳明晰な少女。ケイのクラスで学級委員長をしている。第5話より仁の補充パイロットとして登場する。
ギャラリーモードによると、スズルートがオフィシャルルートとされている。
THE STAR GEPPYS ではミオを差し置いて博士の娘役として登場する。ただし出番は1度だけ。
堺宏美（ロミ/さかい ひろみ）声：吉田古奈美
15歳。明るい性格でよく天然ボケをかますアイドル歌手。第5話より力の補充パイロットとして登場する。
ゲーム中に流れる偽CMによると、「たのしいテレビ王」にはアイドルとしての彼女を主役とした少女漫画「堺宏美物語」が掲載されている。
呉石博士（くれいし）声：永井一郎
宇宙ロボット研究所の所長。マッドサイエンティストの気がある。フルネームは不明。
第5話で下記の孫娘の澪が敵に捕まった際には宇宙悪魔帝国に全面降伏しようと大騒ぎをするほどで、孫には甘い。
呉石澪（ミオ/くれいし みお）声：若菜葉子
博士の孫娘。クィーンフェアリーに搭乗し、甲斐甲斐しく補給を行う。
第4話にてジンにデートに誘われたりと恋仲を見せたが、キョウルートではジンが夕子と恋仲になり関係はうやむやにされている。
夕子（ゆうこ）声：吉田古奈美
キョウルートにのみ登場。ある日の戦闘終了後に研究所の近くで倒れていた女性。ジンが研究所へと連れ帰ったところ、記憶喪失であることが判明する。名前はジンが便宜上つけたもので由来は「髪が夕日の様に赤い」ことから。その後ジンと心を通わせ愛を育む。その正体は第4話Aパートで倒され脱出するも、研究所近くに墜落したヒッサー将軍である。最終決戦に向かう、ゲッP-XXに隠れて乗り込みデービンとの決戦でその正体と記憶を取り戻すが、愛するジンのために、デービンの弱点がゲッP-XXのエネルギーである事を教え、必殺武器を使うパワーの残っていないゲッP-XXのエンジンに自らのエネルギー全てを注ぎ込みゲッPエネルギーの安定を崩し、即席の爆弾にする事で勝利に貢献。ジンの腕の中で眠るように息を引き取った。なお、ヒッサー将軍の項にある通り、デービンに量産されている人造人間だが、ジンが研究所に連れ帰って手塚摩耶に検査された際に騒ぎになっていない。
手塚摩耶（てづか まや）声：彩木香里
宇宙ロボット研究所只一人の助手。やや暴走気味の博士をサポートする。分岐によっては紹介テロップが表示されない。ロミルートでは記憶喪失となったケイを一瞬で回復させた。
キョウルートではジンがつれて帰ってきた夕子を診察し記憶喪失である事と診断するが、ロミルートでケイにやった記憶回復術は使っていない。

### 宇宙悪魔帝国
魔王デービン声：納谷悟郎
宇宙悪魔帝国を率いる侵略者の首領。最終決戦でメカデービン形態でゲッP-XXと戦うが、アトランジャーの特攻で破壊されるまでの間はバリアを張って身を守っていた。キョウルートではゲッP-XやゲッP-XXのエネルギーを最も恐れている事が判明する。
キョウルートとスズルートでは重傷を負いながらもゲッP-XXをエネルギー切れ寸前のピンチに追い込むが、ケイ（キョウルートでは夕子）が咄嗟に思いついたゲッP-XXのエンジンを暴走させた即席の爆弾「シャイニングハート」によって倒される。ロミルートに限りシャイニングハートで倒しきれず、ゲッP-XXの特攻で倒される。
ジャーグ将軍声：池田秀一
常に仮面を被っている色男。通称は「赤っぽい彗星」。量産型宇宙ビースト「ザッキュン」をカスタマイズした赤い専用機や、決戦では脚部の代わりに長い尾が付いている専用メカ「ジャーグ666」に乗り、ゲッPチームを迎え撃つ。なお、次回予告などで仮面を外すシーンがあり、その時は額に傷跡があった。
ヒッサー将軍声：吉田古奈美
ストーリー前半にて侵略を担当する女性幹部。露出度の高いコスチュームに、マントと頭飾りを着けている。数重なるゲッP-Xの破壊失敗によって魔王デービンの不興を買う。
キョウルート終盤に人造人間であることやクローン体が量産されていることが判明する。
原作者八的暁のサイト、プロダクションエイトのコンテンツ「たのしいテレビ王」に掲載されている、企画段階での仮タイトル『ゲッPロボ』のイラストではコスチュームこそ同一だが、角飾りの付いたヘルメットを被っていた。

## 主題歌・挿入歌
シューティングゲームの部分で流れるBGMは全てボーカル曲である。これらはゲームに先んじて東芝EMIより1999年3月25日に発売されたCDアルバム『70年代風ロボットアニメ ゲッP-Xのうた』に全て収録されている。
- ゲッP-エックスのうた
  - 主題歌・ささきいさお
- ゲッP-エックスのバラード
  - エンディング・ささきいさお
- ゲッP-エックス発進せよ!
  - 第1話挿入歌・ムッシュ吉崎
- 希望の勇者ゲッP-エックス
  - 第2話挿入歌・串田アキラ
- 好きだ!ゲッP-エックス
  - 第3話挿入歌・ムッシュ吉崎
- 絢爛たる逆襲の救世主
  - 第4話挿入歌・MIO
- 蘇れゲッP-エックス
  - 第5話挿入歌・串田アキラ
- GEPPY-X THE SUPER BOOSTED ARMOR
  - 第6話挿入歌・串田アキラ
- 飛べ!ダブルエックス
  - 第7話挿入歌・ささきいさお
- 進め! 宇宙ビースト
  - 第1話～第8話Aパートボス戦・ムッシュ吉崎
- 勝利だ! 絶対フィニッシュ!!
  - 第1～7話Bパートボス戦・影山ヒロノブ
- ゲッP-エックス'99
  - 第8話ボス戦・影山ヒロノブ
- 伝説～Gather Darkness
  - 第8話ムービー挿入歌・ムッシュ吉崎

## インタビュー
2006年9月発売の雑誌『ゲームサイド』（マイクロマガジン）第2号掲載の「幻のゲームを追え!」のコーナーでは11ページの特集が組まれ、原作者である八的暁のインタビューや、企画だけで発売にはいたらなかった『ゲッP-XX 対 合体ロボットアトランジャー』のシナリオとグラフィックが掲載されている。
また、2007年3月発売の5号掲載の同コーナーでは、アローマが発売できなかった『制服〜ハイスクール・カウントダウン〜』（セガサターン用ソフト）に関するインタビューに八的が回答し、その中のシナリオの一つがゲッP-Xと絡む内容だったと述べている。
同コーナーは2017年に徳間書店より「幻の未発売ゲームを追え! 今明かされる発売中止の謎」（著：天野譲二、ISBN 978-4198643805）として単行本化され、本作のインタビューも収録された。